# Volker Lühr
Volker Lühr (* 3. Mai 1937 in Zwickau; † 26. Oktober 2019) war ein deutscher Soziologe.

## Leben
Lühr erwarb 1962 den Diplom-Kaufmann; 1968 die Promotion zum Dr. phil. (Soziologie) und 1976 die Habilitation (Soziologie). Er wurde 1973 an die Freie Universität Berlin auf die Professur für Entwicklungssoziologie berufen, die er bis zu seinem Eintritt in den Ruhestand 2004 innehatte.

## Schriften (Auswahl)
- Chile: Legalität, Legitimität und Bürgerkrieg. Zur Durchsetzbarkeit sozialistischer Reformpolitik in einer parlamentarischen Demokratie. Darmstadt 1973, ISBN 3-472-61130-8.
- mit Manfred Schulz: Entwicklungssoziologisches Studium und entwicklungspolitische Praxis. Zum beruflichen Verbleib von Studierenden 1965–1989. Saarbrücken 1991, ISBN 3-88156-499-3.